# Anthony Doerr
Anthony Doerr, född 27 oktober 1973 i Cleveland, Ohio, är en amerikansk författare. Han vann Pulitzerpriset för skönlitteratur 2015 för romanen Ljuset vi inte ser (All the Light We Cannot See, 2014), som var hans andra roman. Romanen utspelar sig i det ockuperade Frankrike under andra världskriget och publicerades 2014. Den fick bra kritik och blev finalist för National Book Award for Fiction. Boken var en av New York Times bästsäljare 2014, och namngavs av tidningen som en anmärkningsvärd bok.
Doerrs första bok var en novellsamling kallad The Shell Collector (2002). Många av berättelserna utspelar sig i länder i Afrika och i Nya Zeeland, där han har arbetat och bott. Hans första roman, About Grace, släpptes 2004. Hans memoarer, Four Seasons in Rome, publicerades 2007, och hans andra novellsamling, Memory Wall, publicerades 2010.
Doerr erhöll 2015 Ohioana Library Association Book Award for Fiction.
Doerr skriver en kolumn om vetenskapsböcker för The Boston Globe och är bidragsgivare till The Morning News, ett onlinemagasin. Från 2007 till 2010 var han Writer in Residence för staten Idaho.

## Privatliv
Doerr är gift han har tvillingsöner och bor i Boise, Idaho.

### Romaner
- 2004 – About Grace
- 2014 – All the Light We Cannot See (Ljuset vi inte ser, översättning: Thomas Andersson, 2015)
- 2021 – Cloud Cuckoo Land (En bättre värld)

### Novellsamlingar
- 2002 – The Shell Collector
- 2010 – Memory Wall

### Memoarer
- 2007 – Four Seasons in Rome: On Twins, Insomnia and the Biggest Funeral in the History of the World

## Utmärkelser
- National Endowment for the Arts Fellowship,  2002[4]
- O. Henry-priset,  2002[4]
- Rome Prize,  2002[4]
- O. Henry-priset,  2003[4]
- Young Lions Fiction Award,  2003[4]
- Ohioana Award,  2005[4]
- O. Henry-priset,  2008[4]
- Pushcart Prize,  2008[4]
- National Magazine Award,  2010[4]
- Guggenheimstipendiet,  2010[13][4]
- The Story Prize,  2010[4]
- Sunday Times Short Story Award,  2011[4]
- Pacific Northwest Booksellers Association Award, för Memory Wall,  2011[4][14]
- Ohioana Award,  2011[4]
- O. Henry-priset,  2012[4]
- Indies Choice Book Awards, för Ljuset vi inte ser,  2014[4]
- Goodreads Choice Award för bästa skönlitteratur, för Ljuset vi inte ser,  2014[4]
- Andrew Carnegie Medal för förträfflig skönlitteratur, för Ljuset vi inte ser,  2015[4]
- Pulitzerpriset för skönlitteratur, för Ljuset vi inte ser,  2015[4]
- Pacific Northwest Booksellers Association Award, för Ljuset vi inte ser,  2015[15]
- Alex Award, för Ljuset vi inte ser,  2015[4]
- O. Henry-priset,  2021[4]
- Pushcart Prize,  2021[4]
- Ohioana Award, för En bättre värld,  2022[4]
- Grand Prix de Littérature Américaine, för La Cité des nuages et des oiseaux,  2022[4][16]
- Pacific Northwest Booksellers Association Award, för En bättre värld,  2022[17]

[Redigera Wikidata]